# شیرای نو تسوبونه
شیرای نو تسوبونه (به ژاپنی: 白井局 Shirai no Tsubone); – ۱ ژانویهٔ ۱۵۶۵) یک بانوی اشراف ژاپنی از دوره سنگوکو بود. او در خاندان ناگائو در شیرای متولد شد، که سران خاندان اوئه‌سوگی در منطقه کانتو بودند.